# Gare de Warwick
La  gare de Warwick est une ancienne gare ferroviaire canadienne de la ligne de Lévis à Richemond, située à Warwick dans la municipalité régionale de comté d'Arthabaska et dans la région administrative du Centre-du-Québec.
C'est une ancienne gare Canadien National.  Le dernier train de voyageurs quitte la gare en 1968. La gare devient « La Maison de la culture de Warwick » en 2005 .

## Situation ferroviaire
Établie à 149 mètres d'altitude, la gare de Warwick est située au point millaire 63,2 de l'ancienne subdivision Danville du Canadien National, désaffectée du service ferroviaire, voie déposée, et réaménagée en piste cyclable,.

## Histoire
La gare de Warwick est mise en service le 27 novembre 1854 par la Québec and Richmond railway, lorsqu'elle procède à l'inauguration de sa ligne. Elle dispose d'un bâtiment construit avant son ouverture. Peu de temps après elle intègre le réseau de la Compagnie de chemin de fer du Grand Tronc du Canada (Grand Tronc) qui a racheté la compagnie initiale.
Le 14 juillet 1901 un incendie, conséquence d'une explosion, détruit les superstructures de la gare et trente quatre maison voisines. Le nouveau bâtiment est ouvert à la fin de l'année 1901 ou au début de l'année 1902. Il est construit suivant les caractéristiques du modèle type gare de première classe de la compagnie du Grand Tronc. Néanmoins les toilettes manquaient.
Elle devient une gare du Canadien National après la fusion du 31 janvier 1923 qui l'utilise jusqu'en 1968. Année de l'arrêt des circulations sur la ligne et de la fermeture de la gare,.

## Patrimoine ferroviaire

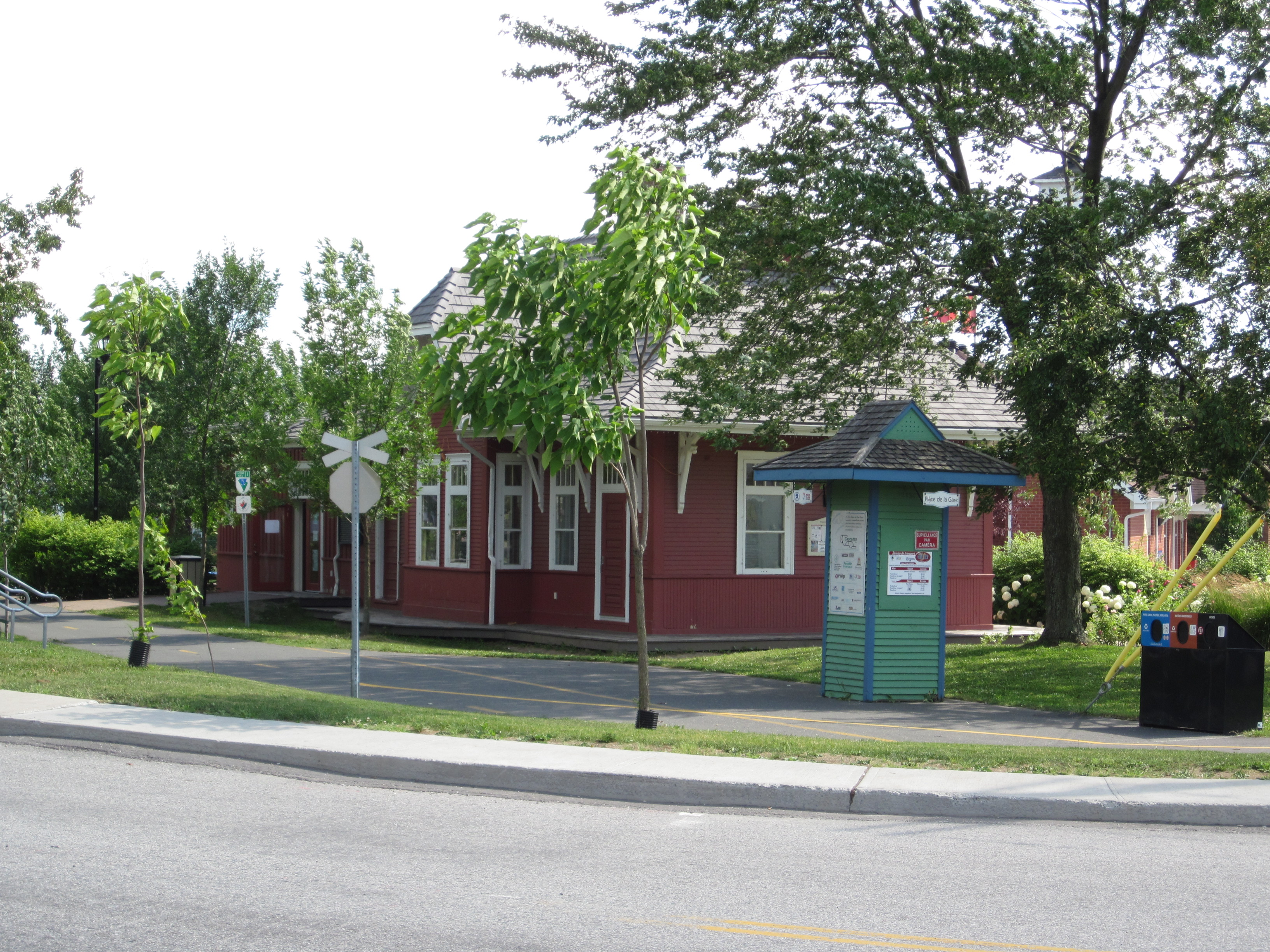
Vue de l'ancien bâtiment de la gare, en 2011.

Le bâtiment désaffecté du service ferroviaire reste à l'abandon jusqu'en 1981. C'est la Maison des jeunes de la ville qui s'y installe. L'année suivante la compagnie cède le bâtiment à la ville pour une somme symbolique. Le 13 octobre 1989 une dernière circulation fait passer un train dans la gare avant la dépose des rails, en 1990, et la réaffectation de l'ancienne plateforme ferroviaire en piste cyclable. 
En 2002, elle est réaffectée en Maison de la Culture, en remplacement des activités « Maison des jeunes » qui ont cessé l'année précédente. Le 5 février 2003, la municipalité de Warwick mandate le cabinet d'architecture Bourassa & Gaudreau architectes afin de réhabiliter l'ancien bâtiment. L'ingénieur chargé du projet initial néglige de satisfaire à certaines obligations imposées par les codes de l'Ordre des ingénieurs du Québec, ce qui provoque un retard pour l'ouverture du chantier de réhabilitation.
En 2006, le bâtiment est réaménagé pour pouvoir être utilisé comme lieu de « rendez-vous culturel » par les membres du Comité et un groupe de bénévoles. Le chantier est mené dans le respect du caractère patrimonial de l'édifice.